# Llista de participants al Tour de França de 2011
El Tour de França de 2011 serà disputat per 198 corredors repartits entre 22 equips.

## Llista de participants
- Llista de sortida completa

| Llegenda                 | Llegenda | Llegenda              | Llegenda                                                                                         |
| ------------------------ | --- | --------------------- | ------------------------------------------------------------------------------------------------ |
| #                        | Dorsal de sortida que du el ciclista al Tour                                                                | Pos.                  | Posició final a la classificació general                                                         |
| Mallot groc              | Vencedor de la classificació general                                                                        | Mallot de la muntanya | Vencedor de la classificació de la muntanya                                                      |
| Mallot verd              | Vencedor de la classificació per punts                                                                      | Mallot blanc          | Vencedor de la classificació dels joves                                                          |
| classificació per equips | Vencedor de la classificació per equips                                                                     | Combativitat          | Vencedor de la combativitat                                                                      |
| NP                       | Indica un ciclista que no ha pres la sortida en una etapa, seguit del número de l'etapa en què s'ha retirat | AB                    | Indica un ciclista que no ha finalitzat una etapa, seguit del número d'etapa en què s'ha retirat |
| HD                       | Indica un ciclista que ha finalitzat una etapa fora de control, seguit del número d'etapa                   | EX                    | Corredor exclòs per no respectar el reglament                                                    |
| *                        | Indica un corredor que lluita pel mallot blanc                                                              |                       |                                                                                                  |

| Saxo Bank-Sungard · SBS           | Saxo Bank-Sungard · SBS                      | Saxo Bank-Sungard · SBS | Saxo Bank-Sungard · SBS |
| --------------------------------- | -------------------------------------------- | ----------------------- | ----------------------- |
| #                                 | Corredor                                     | Edat                    | Pos.                    |
| 1                                 | Alberto Contador (ESP)                       | 28                      | 5è                      |
| 2                                 | Jesús Hernández (ESP)                        | 29                      | 92è                     |
| 3                                 | Daniel Navarro (ESP)                         | 27                      | 62è                     |
| 4                                 | Benjamín Noval (ESP)                         | 32                      | 116è                    |
| 5                                 | Richie Porte (AUS)                           | 26                      | 72è                     |
| 6                                 | Chris Anker Sørensen (DEN)                   | 26                      | 37è                     |
| 7                                 | Nicki Sørensen (DEN) · → Campió de Dinamarca | 36                      | 95è                     |
| 8                                 | Matteo Tosatto (ITA)                         | 37                      | 123è                    |
| 9                                 | Brian Vandborg (DEN)                         | 29                      | 125è                    |
| Director esportiu : Bradley McGee |                                              |                         |                         |

| Leopard Trek · LEO               | Leopard Trek · LEO                                                                | Leopard Trek · LEO | Leopard Trek · LEO |
| -------------------------------- | --------------------------------------------------------------------------------- | ------------------ | ------------------ |
| #                                | Corredor                                                                          | Edat               | Pos.               |
| 11                               | Andy Schleck (LUX)                                                                | 26                 | 2n                 |
| 12                               | Fabian Cancellara (SUI) · → Campió del món de contrarellotge · → Campió de Suïssa | 30                 | 119è               |
| 13                               | Jakob Fuglsang (DEN)                                                              | 26                 | 50è                |
| 14                               | Linus Gerdemann (GER)                                                             | 28                 | 60è                |
| 15                               | Maxime Monfort (BEL)                                                              | 28                 | 29è                |
| 16                               | Stuart O'Grady (AUS)                                                              | 37                 | 78è                |
| 17                               | Joost Posthuma (NED)                                                              | 30                 | 108è               |
| 18                               | Fränk Schleck (LUX) · → Campió de Luxemburg                                       | 31                 | 3r                 |
| 19                               | Jens Voigt (GER)                                                                  | 39                 | 67è                |
| Director esportiu : Kim Andersen |                                                                                   |                    |                    |

| Euskaltel–Euskadi · EUS                       | Euskaltel–Euskadi · EUS  | Euskaltel–Euskadi · EUS | Euskaltel–Euskadi · EUS |
| --------------------------------------------- | ------------------------ | ----------------------- | ----------------------- |
| #                                             | Corredor                 | Edat                    | Pos.                    |
| 21                                            | Samuel Sanchez (ESP)     | 33                      | 6è                      |
| 22                                            | Gorka Izagirre (ESP) *   | 23                      | 66è                     |
| 23                                            | Egoi Martinez (ESP)      | 33                      | 34è                     |
| 24                                            | Alan Pérez (ESP)         | 28                      | 94è                     |
| 25                                            | Rubén Pérez Moreno (ESP) | 29                      | 75è                     |
| 26                                            | Amets Txurruka (ESP)     | 28                      | AB-9                    |
| 27                                            | Pablo Urtasun (ESP)      | 31                      | 149è                    |
| 28                                            | Ivan Velasco (ESP)       | 31                      | NP-6                    |
| 29                                            | Gorka Verdugo (ESP)      | 32                      | 25è                     |
| Director esportiu : Igor González de Galdeano |                          |                         |                         |

| Omega Pharma-Lotto · OLO          | Omega Pharma-Lotto · OLO                     | Omega Pharma-Lotto · OLO | Omega Pharma-Lotto · OLO |
| --------------------------------- | -------------------------------------------- | ------------------------ | ------------------------ |
| #                                 | Corredor                                     | Edat                     | Pos.                     |
| 31                                | Jurgen Van den Broeck (BEL)                  | 28                       | AB-9                     |
| 32                                | Philippe Gilbert (BEL) · → Campió de Bèlgica | 28                       | 38è                      |
| 33                                | Andre Greipel (GER)                          | 28                       | 156è                     |
| 34                                | Sebastian Lang (GER)                         | 31                       | 113è                     |
| 35                                | Jurgen Roelandts (BEL)                       | 26                       | 85è                      |
| 36                                | Marcel Sieberg (GER)                         | 29                       | 141è                     |
| 37                                | Jurgen van de Walle (BEL)                    | 34                       | AB-4                     |
| 38                                | Jelle Vanendert (BEL)                        | 26                       | 20è                      |
| 39                                | Frederik Willems (BEL)                       | 31                       | AB-9                     |
| Director esportiu : Herman Frison |                                              |                          |                          |

| Rabobank ProTeam · RAB                   | Rabobank ProTeam · RAB                                         | Rabobank ProTeam · RAB | Rabobank ProTeam · RAB | Rabobank ProTeam · RAB |
| ---------------------------------------- | -------------------------------------------------------------- | ---------------------- | ---------------------- | ---------------------- |
| #                                        | Corredor                                                       | Edat                   | Pos.                   |                        |
| 41                                       | Robert Gesink (NED) *                                          | 25                     | 33è                    |                        |
| 42                                       | Carlos Barredo (ESP)                                           | 30                     | 35è                    |                        |
| 43                                       | Lars Boom (NED) *                                              | 25                     | AB-13                  |                        |
| 44                                       | Juan Manuel Garate (ESP)                                       | 35                     | NP-9                   |                        |
| 45                                       | Bauke Mollema (NED) *                                          | 24                     | 70è                    |                        |
| 46                                       | Grischa Niermann (GER)                                         | 35                     | 71è                    |                        |
| 47                                       | Luis Léon Sanchez (ESP) · → Campió d'Espanya de contrarellotge | 27                     | 57è                    |                        |
| 48                                       | Laurens Ten Dam (NED)                                          | 30                     | 58è                    |                        |
| 49                                       | Maarten Tjallingii (NED)                                       | 33                     | 99è                    |                        |
| Director esportiu : Adri van Houwelingen |                                                                |                        |                        |                        |

| Garmin-Cervélo · GRM                   | Garmin-Cervélo · GRM                                                 | Garmin-Cervélo · GRM | Garmin-Cervélo · GRM | Garmin-Cervélo · GRM |
| -------------------------------------- | -------------------------------------------------------------------- | -------------------- | -------------------- | -------------------- |
| #                                      | Corredor                                                             | Edat                 | Pos.                 |                      |
| 51                                     | Thor Hushovd (NOR) · → Campió del món en ruta                        | 33                   | 68è                  |                      |
| 52                                     | Tom Danielson (EUA)                                                  | 33                   | 9è                   |                      |
| 53                                     | Julian Dean (NZL)                                                    | 36                   | 145è                 |                      |
| 54                                     | Tyler Farrar (EUA)                                                   | 27                   | 159è                 |                      |
| 55                                     | Ryder Hesjedal (CAN)                                                 | 30                   | 18è                  |                      |
| 56                                     | David Millar (SCO)                                                   | 34                   | 76è                  |                      |
| 57                                     | Ramunas Navardauskas (LTU) * · → Campió de Lituània                  | 23                   | 157è                 |                      |
| 58                                     | Christian Vande Velde (EUA)                                          | 35                   | 17è                  |                      |
| 59                                     | David Zabriskie (EUA) · → Campió dels Estats Units de contrarellotge | 32                   | AB-9                 |                      |
| Director esportiu : Jonathan Vaughters |                                                                      |                      |                      |                      |

| Astana Qazaqstan Team · AST         | Astana Qazaqstan Team · AST | Astana Qazaqstan Team · AST | Astana Qazaqstan Team · AST | Astana Qazaqstan Team · AST |
| ----------------------------------- | --------------------------- | --------------------------- | --------------------------- | --------------------------- |
| #                                   | Corredor                    | Edat                        | Pos.                        |                             |
| 61                                  | Aleksandr Vinokúrov (KAZ)   | 37                          | AB-9                        |                             |
| 62                                  | Rémy di Grégorio (FRA)      | 25                          | 39è                         |                             |
| 63                                  | Dmitri Fofónov (KAZ)        | 34                          | 106è                        |                             |
| 64                                  | Andrí Hrivko (UKR)          | 27                          | 144è                        |                             |
| 65                                  | Maksim Iglinski (KAZ)       | 30                          | 105è                        |                             |
| 66                                  | Roman Kreuziger (CZE) *     | 25                          | 112è                        |                             |
| 67                                  | Paolo Tiralongo (ITA)       | 33                          | AB-17                       |                             |
| 68                                  | Tomas Vaitkus (LTU)         | 29                          | 140è                        |                             |
| 69                                  | Andrei Zeits (KAZ) *        | 24                          | 45è                         |                             |
| Director esportiu : Alexandr Shefer |                             |                             |                             |                             |

| Team RadioShack · RSH              | Team RadioShack · RSH                                          | Team RadioShack · RSH | Team RadioShack · RSH | Team RadioShack · RSH |
| ---------------------------------- | -------------------------------------------------------------- | --------------------- | --------------------- | --------------------- |
| #                                  | Corredor                                                       | Edat                  | Pos.                  |                       |
| 71                                 | Janez Brajkovic (SLO) · → Campió d'Eslovènia en contrarellotge | 27                    | AB-5                  |                       |
| 72                                 | Chris Horner (EUA)                                             | 39                    | NP-8                  |                       |
| 73                                 | Markel Irizar (ESP)                                            | 31                    | 84è                   |                       |
| 74                                 | Andreas Klöden (GER)                                           | 36                    | AB-13                 |                       |
| 75                                 | Levi Leipheimer (EUA)                                          | 37                    | 32è                   |                       |
| 76                                 | Dmitri Muravyev (KAZ)                                          | 31                    | 129è                  |                       |
| 77                                 | Sergio Paulinho (POR)                                          | 31                    | 81è                   |                       |
| 78                                 | Iaroslav Popòvitx (UKR)                                        | 31                    | NP-10                 |                       |
| 79                                 | Haimar Zubeldia (ESP)                                          | 34                    | 16è                   |                       |
| Director esportiu : Johan Bruyneel |                                                                |                       |                       |                       |

| Movistar Team · MOV               | Movistar Team · MOV                           | Movistar Team · MOV | Movistar Team · MOV | Movistar Team · MOV |
| --------------------------------- | --------------------------------------------- | ------------------- | ------------------- | ------------------- |
| #                                 | Corredor                                      | Edat                | Pos.                |                     |
| 81                                | David Arroyo (ESP)                            | 31                  | 36è                 |                     |
| 82                                | Andrey Amador (CRC) *                         | 24                  | 166è                |                     |
| 83                                | Rui Alberto Faria da Costa (POR) *            | 24                  | 90è                 |                     |
| 84                                | Imanol Erviti (ESP)                           | 27                  | 88è                 |                     |
| 85                                | José Ivan Gutiérrez (ESP)                     | 32                  | 102è                |                     |
| 86                                | Beñat Intxausti (ESP) *                       | 25                  | AB-8                |                     |
| 87                                | Vassil Kirienka (BLR)                         | 30                  | HD-6                |                     |
| 88                                | José Joaquín Rojas (ESP) · → Campió d'Espanya | 26                  | 80è                 |                     |
| 89                                | Francisco Ventoso (ESP)                       | 29                  | 139è                |                     |
| Director esportiu : Yvon Ledanois |                                               |                     |                     |                     |

| Liquigas-Cannondale · LIQ           | Liquigas-Cannondale · LIQ  | Liquigas-Cannondale · LIQ | Liquigas-Cannondale · LIQ | Liquigas-Cannondale · LIQ |
| ----------------------------------- | -------------------------- | ------------------------- | ------------------------- | ------------------------- |
| #                                   | Corredor                   | Edat                      | Pos.                      |                           |
| 91                                  | Ivan Basso (ITA)           | 33                        | 8è                        |                           |
| 92                                  | Maciej Bodnar (POL)        | 26                        | 143è                      |                           |
| 93                                  | Kristjan Koren (SLO) *     | 24                        | 87è                       |                           |
| 94                                  | Paolo Longo Borghini (ITA) | 30                        | 126è                      |                           |
| 95                                  | Daniel Oss (ITA) *         | 24                        | 100è                      |                           |
| 96                                  | Maciej Paterski (POL) *    | 24                        | 69è                       |                           |
| 97                                  | Fabio Sabatini (ITA)       | 26                        | 167è                      |                           |
| 98                                  | Sylvester Szmyd (POL)      | 33                        | 42è                       |                           |
| 99                                  | Alessandro Vanotti (ITA)   | 30                        | 133è                      |                           |
| Director esportiu : Stefano Zanatta |                            |                           |                           |                           |

| AG2R La Mondiale · ALM             | AG2R La Mondiale · ALM       | AG2R La Mondiale · ALM | AG2R La Mondiale · ALM | AG2R La Mondiale · ALM |
| ---------------------------------- | ---------------------------- | ---------------------- | ---------------------- | ---------------------- |
| #                                  | Corredor                     | Edat                   | Pos.                   |                        |
| 101                                | Nicolas Roche (IRL)          | 26                     | 26è                    |                        |
| 102                                | Maxime Bouet (FRA) *         | 26                     | 55è                    |                        |
| 103                                | Hubert Dupont (FRA)          | 30                     | 22è                    |                        |
| 104                                | John Gadret (FRA)            | 32                     | NP-11                  |                        |
| 105                                | Sebastien Hinault (FRA)      | 37                     | 111è                   |                        |
| 106                                | Blel Kadri (FRA) *           | 24                     | 117è                   |                        |
| 107                                | Sébastien Minard (FRA)       | 29                     | 110è                   |                        |
| 108                                | Jean-Christophe Péraud (FRA) | 34                     | 10è                    |                        |
| 109                                | Christophe Riblon (FRA)      | 30                     | 51è                    |                        |
| Director esportiu : Vincent Lavenu |                              |                        |                        |                        |

| Team Sky · SKY                 | Team Sky · SKY                                                                              | Team Sky · SKY | Team Sky · SKY | Team Sky · SKY |
| ------------------------------ | ------------------------------------------------------------------------------------------- | -------------- | -------------- | -------------- |
| #                              | Corredor                                                                                    | Edat           | Pos.           |                |
| 111                            | Bradley Wiggins (GBR) · → Campió del Regne Unit · → Campió del Regne Unit de contrarellotge | 31             | AB-7           |                |
| 112                            | Joan Antoni Flecha (ESP)                                                                    | 33             | 98è            |                |
| 113                            | Simon Gerrans (AUS)                                                                         | 31             | 96è            |                |
| 114                            | Edvald Boasson Hagen (NOR) * · → Campió de Noruega en contrarellotge                        | 24             | 53è            |                |
| 115                            | Christian Knees (GER)                                                                       | 30             | 64è            |                |
| 116                            | Ben Swift (GBR) *                                                                           | 23             | 137è           |                |
| 117                            | Geraint Thomas (GBR) *                                                                      | 25             | 31è            |                |
| 118                            | Rigoberto Uran (COL) *                                                                      | 24             | 24è            |                |
| 119                            | Xabier Zandio (ESP)                                                                         | 34             | 48è            |                |
| Director esportiu : Sean Yates |                                                                                             |                |                |                |

| QuickStep Cycling Team · QST         | QuickStep Cycling Team · QST                | QuickStep Cycling Team · QST | QuickStep Cycling Team · QST | QuickStep Cycling Team · QST |
| ------------------------------------ | ------------------------------------------- | ---------------------------- | ---------------------------- | ---------------------------- |
| #                                    | Corredor                                    | Edat                         | Pos.                         |                              |
| 121                                  | Sylvain Chavanel (FRA) · → Campió de França | 32                           | 61è                          |                              |
| 122                                  | Tom Boonen (BEL)                            | 30                           | AB-7                         |                              |
| 123                                  | Gerald Ciolek (GER) *                       | 24                           | 150è                         |                              |
| 124                                  | Kevin de Weert (BEL)                        | 29                           | 13è                          |                              |
| 125                                  | Dries Devenyns (BEL)                        | 27                           | 46è                          |                              |
| 126                                  | Addy Engels (NED)                           | 34                           | 146è                         |                              |
| 127                                  | Jérôme Pineau (FRA)                         | 31                           | 54è                          |                              |
| 128                                  | Gert Steegmans (BEL)                        | 30                           | NP-13                        |                              |
| 129                                  | Niki Terpstra (NED)                         | 27                           | 134è                         |                              |
| Director esportiu : Wilfried Peeters |                                             |                              |                              |                              |

| FDJ · FDJ                           | FDJ · FDJ                 | FDJ · FDJ | FDJ · FDJ | FDJ · FDJ |
| ----------------------------------- | ------------------------- | --------- | --------- | --------- |
| #                                   | Corredor                  | Edat      | Pos.      |           |
| 131                                 | Sandy Casar (FRA)         | 32        | 27è       |           |
| 132                                 | William Bonnet (FRA)      | 29        | HD-14     |           |
| 133                                 | Mickaël Delage (FRA)      | 25        | 132è      |           |
| 134                                 | Arnold Jeannesson (FRA) * | 25        | 15è       |           |
| 135                                 | Gianni Meersman (BEL)     | 25        | 77è       |           |
| 136                                 | Rémi Pauriol (FRA)        | 29        | AB-7      |           |
| 137                                 | Anthony Roux (FRA) *      | 24        | 101è      |           |
| 138                                 | Jérémy Roy (FRA)          | 28        | 86è       |           |
| 139                                 | Arthur Vichot (FRA) *     | 22        | 104è      |           |
| Director esportiu : Thierry Bricaud |                           |           |           |           |

| BMC Racing Team · BMC             | BMC Racing Team · BMC  | BMC Racing Team · BMC | BMC Racing Team · BMC | BMC Racing Team · BMC |
| --------------------------------- | ---------------------- | --------------------- | --------------------- | --------------------- |
| #                                 | Corredor               | Edat                  | Pos.                  |                       |
| 141                               | Cadel Evans (AUS)      | 34                    | 1r                    |                       |
| 142                               | Brent Bookwalter (EUA) | 27                    | 114è                  |                       |
| 143                               | Marcus Burghardt (GER) | 28                    | 164è                  |                       |
| 144                               | George Hincapie (EUA)  | 38                    | 56è                   |                       |
| 145                               | Amaël Moinard (FRA)    | 29                    | 65è                   |                       |
| 146                               | Steve Morabito (SUI)   | 28                    | 49è                   |                       |
| 147                               | Manuel Quinziato (ITA) | 31                    | 115è                  |                       |
| 148                               | Ivan Santaromita (ITA) | 27                    | 83è                   |                       |
| 149                               | Michael Schär (SUI) *  | 24                    | 103è                  |                       |
| Director esportiu : John Lelangue |                        |                       |                       |                       |

| Cofidis · COF                   | Cofidis · COF                                                | Cofidis · COF | Cofidis · COF | Cofidis · COF |
| ------------------------------- | ------------------------------------------------------------ | ------------- | ------------- | ------------- |
| #                               | Corredor                                                     | Edat          | Pos.          |               |
| 151                             | Rein Taaramäe (EST) * · → Campió d'Estònia de contrarellotge | 24            | 12è           |               |
| 152                             | Mickael Buffaz (FRA)                                         | 32            | 131è          |               |
| 153                             | Samuel Dumoulin (FRA)                                        | 30            | 162è          |               |
| 154                             | Leonardo Duque (COL)                                         | 31            | 121è          |               |
| 155                             | Julien El Fares (FRA)                                        | 26            | 40è           |               |
| 156                             | Tony Gallopin (FRA) *                                        | 23            | 79è           |               |
| 157                             | David Moncoutié (FRA)                                        | 36            | 41è           |               |
| 158                             | Tristan Valentin (FRA)                                       | 29            | 118è          |               |
| 159                             | Romain Zingle (BEL) *                                        | 24            | 152è          |               |
| Director esportiu : Didier Rous |                                                              |               |               |               |

| Lampre-ISD · LAM                  | Lampre-ISD · LAM                                             | Lampre-ISD · LAM | Lampre-ISD · LAM | Lampre-ISD · LAM |
| --------------------------------- | ------------------------------------------------------------ | ---------------- | ---------------- | ---------------- |
| #                                 | Corredor                                                     | Edat             | Pos.             |                  |
| 161                               | Damiano Cunego (ITA)                                         | 29               | 7è               |                  |
| 162                               | Leonardo Bertagnolli (ITA)                                   | 33               | AB-18            |                  |
| 163                               | Grega Bole (SLO) · → Campió d'Eslovènia                      | 25               | 127è             |                  |
| 164                               | Matteo Bono (ITA)                                            | 27               | 93è              |                  |
| 165                               | Danilo Hondo (ITA)                                           | 37               | 109è             |                  |
| 166                               | Denís Kostiuk (UKR)                                          | 29               | 153è             |                  |
| 167                               | David Loosli (SUI)                                           | 31               | 59è              |                  |
| 168                               | Adriano Malori (ITA) * · → Campió d'Itàlia en contrarellotge | 23               | 91è              |                  |
| 169                               | Alessandro Petacchi (ITA)                                    | 37               | 107è             |                  |
| Director esportiu : Orlando Maini |                                                              |                  |                  |                  |

| Team HTC-High Road · THR       | Team HTC-High Road · THR    | Team HTC-High Road · THR | Team HTC-High Road · THR | Team HTC-High Road · THR |
| ------------------------------ | --------------------------- | ------------------------ | ------------------------ | ------------------------ |
| #                              | Corredor                    | Edat                     | Pos.                     |                          |
| 171                            | Mark Cavendish (GBR)        | 26                       | 130è                     |                          |
| 172                            | Lars Ytting Bak (DEN)       | 31                       | 154è                     |                          |
| 173                            | Bernhard Eisel (AUT)        | 30                       | 161è                     |                          |
| 174                            | Matthew Harley Goss (AUS) * | 24                       | 142è                     |                          |
| 175                            | Tony Martin (GRT)           | 26                       | 44è                      |                          |
| 176                            | Danny Pate (EUA)            | 32                       | 165è                     |                          |
| 177                            | Mark Renshaw (AUS)          | 28                       | 163è                     |                          |
| 178                            | Tejay van Garderen (EUA) *  | 22                       | 82è                      |                          |
| 179                            | Peter Velits (SVK)          | 26                       | 19è                      |                          |
| Director esportiu : Brian Holm |                             |                          |                          |                          |

| Team Europcar · EUC                   | Team Europcar · EUC                                          | Team Europcar · EUC | Team Europcar · EUC | Team Europcar · EUC |
| ------------------------------------- | ------------------------------------------------------------ | ------------------- | ------------------- | ------------------- |
| #                                     | Corredor                                                     | Edat                | Pos.                |                     |
| 181                                   | Thomas Voeckler (FRA)                                        | 32                  | 4t                  |                     |
| 182                                   | Anthony Charteau (FRA)                                       | 32                  | 52è                 |                     |
| 183                                   | Cyril Gautier (FRA) *                                        | 23                  | 43è                 |                     |
| 184                                   | Yohann Gène (FRA)                                            | 30                  | 158è                |                     |
| 185                                   | Vincent Jérôme (FRA)                                         | 26                  | 155è                |                     |
| 186                                   | Christophe Kern (FRA) · → Campió de França en contrarellotge | 30                  | AB-5                |                     |
| 187                                   | Perrig Quemeneur (FRA)                                       | 27                  | 151è                |                     |
| 188                                   | Pierre Rolland (FRA) *                                       | 24                  | 11è                 |                     |
| 189                                   | Sébastien Turgot (FRA)                                       | 27                  | 120è                |                     |
| Director esportiu : Dominique Arnould |                                                              |                     |                     |                     |

| Team Katusha · KAT                 | Team Katusha · KAT                                            | Team Katusha · KAT | Team Katusha · KAT | Team Katusha · KAT |
| ---------------------------------- | ------------------------------------------------------------- | ------------------ | ------------------ | ------------------ |
| #                                  | Corredor                                                      | Edat               | Pos.               |                    |
| 191                                | Vladímir Karpets (RUS)                                        | 31                 | 28è                |                    |
| 192                                | Pàvel Brut (RUS) · → Campió de Rússia                         | 29                 | AB-9               |                    |
| 193                                | Denís Galimziànov (RUS) *                                     | 24                 | HD-12              |                    |
| 194                                | Vladímir Gússev (RUS)                                         | 28                 | 23è                |                    |
| 195                                | Mikhaïl Ignàtiev (RUS) · → Campió de Rússia en contrarellotge | 26                 | 147è               |                    |
| 196                                | Vladímir Issàitxev (RUS) *                                    | 25                 | AB-13              |                    |
| 197                                | Aleksandr Kólobnev (RUS)                                      | 30                 | EX-D               |                    |
| 198                                | Iegor Silin (RUS) *                                           | 23                 | 73è                |                    |
| 199                                | Iuri Trofímov (RUS)                                           | 27                 | 30è                |                    |
| Director esportiu : Dmitri Kónixev |                                                               |                    |                    |                    |

| Vacansoleil-DCM · VCD                        | Vacansoleil-DCM · VCD   | Vacansoleil-DCM · VCD | Vacansoleil-DCM · VCD | Vacansoleil-DCM · VCD |
| -------------------------------------------- | ----------------------- | --------------------- | --------------------- | --------------------- |
| #                                            | Corredor                | Edat                  | Pos.                  |                       |
| 201                                          | Romain Feillu (FRA)     | 27                    | NP-12                 |                       |
| 202                                          | Borut Božic (SLO)       | 30                    | 136è                  |                       |
| 203                                          | Thomas De Gendt (BEL) * | 24                    | 63è                   |                       |
| 204                                          | Johnny Hoogerland (NED) | 28                    | 74è                   |                       |
| 205                                          | Björn Leukemans (BEL)   | 34                    | HD-19                 |                       |
| 206                                          | Marco Marcato (ITA)     | 27                    | 89è                   |                       |
| 207                                          | Wout Poels (NED) *      | 23                    | AB-9                  |                       |
| 208                                          | Rob Ruijgh (NED) *      | 24                    | 21è                   |                       |
| 209                                          | Lieuwe Westra (NED)     | 28                    | 128è                  |                       |
| Director esportiu : Hilaire van der Schueren |                         |                       |                       |                       |

| Saur-Sojasun · SAU                  | Saur-Sojasun · SAU        | Saur-Sojasun · SAU | Saur-Sojasun · SAU | Saur-Sojasun · SAU |
| ----------------------------------- | ------------------------- | ------------------ | ------------------ | ------------------ |
| #                                   | Corredor                  | Edat               | Pos.               |                    |
| 211                                 | Jérôme Coppel (FRA) *     | 24                 | 14è                |                    |
| 212                                 | Arnaud Coyot (FRA)        | 30                 | 148è               |                    |
| 213                                 | Anthony Delaplace (FRA) * | 21                 | 135è               |                    |
| 214                                 | Jimmy Engoulvent (FRA)    | 31                 | 160è               |                    |
| 215                                 | Jérémie Galland (FRA)     | 28                 | 138è               |                    |
| 216                                 | Jonathan Hivert (FRA)     | 26                 | 97è                |                    |
| 217                                 | Fabrice Jeandesboz (FRA)  | 26                 | 124è               |                    |
| 218                                 | Laurent Mangel (FRA)      | 30                 | 122è               |                    |
| 219                                 | Yannick Talabardon (FRA)  | 29                 | 47è                |                    |
| Director esportiu : Stéphane Heulot |                           |                    |                    |                    |